# أوزي (فلم)
أوزي (بالإنجليزية: Ozzy) فيلم كوميدي إسباني-كندي متحرك بواسطة الكمبيوتر لعام 2016.

## وصلات خارجية
- مقالات تستعمل روابط فنية بلا صلة مع ويكي بيانات